# Right Here Waiting
Right Here Waiting，中文譯名此情可待，是美国歌手兼作曲家理查·马克斯的一首歌曲。这首歌发行于1989年6月29日，是理查·马克斯的第二张专辑《Repeat Offender》中的第二首单曲。这首歌在全球范围内大受欢迎，在全世界多個排行榜上名列前茅，Right Here Waiting在美国的告示牌百强单曲榜上曾名列第一。这首歌被美國唱片業協會认证为白金唱片。
《Right Here Waiting》歷年來被许多艺术家翻唱，其中香港歌手鍾鎮濤在歌曲推出僅5個月後，便改編為廣東話版《紅葉斜落我心寂寞時》，收錄於其專輯《看星的日子》。